# Római Szent Piroska
Római Szent Piroska (latinul: Prisca, Priscilla), (Róma, 256 körül – Róma, 269. január 18.) szentként tisztelt ókeresztény vértanúnő.
Róma városában élt igen előkelő család gyermekeként, és a II. Claudius császár alatti keresztény üldözében vesztette életét. A legenda szerint megostorozták, forró olajban fürdették, vadállatok elé vetették és máglyán próbálták elégetni. A mindössze 13 éves Piroska hősiesen viselte a kínzásokat, amelyek csodálatos módon nem tudták kioltani az életét. Végül a keresztényüldözők lefejezték. A Római katolikus egyház szentként tiszteli és halála napján üli meg ünnepét.